# تپه گورستان سید عباس
تپه قبرستان سید عباس مربوط به دوران پیش از تاریخ ایران باستان تا دوران‌های تاریخی پس از اسلام است و در شهرستان جوانرود، بخش روانسر، روستای خرم‌آباد سفلی واقع شده و این اثر در تاریخ ۲۳ شهریور ۱۳۸۲ با شمارهٔ ثبت ۱۰۱۴۶ به‌عنوان یکی از آثار ملی ایران به ثبت رسیده است.